# Jules-Ernest Houssay
Jules-Ernest Houssay, alias Abbé Julio (* 1844 in Cossé-le-Vivien, Mayenne, Frankreich; † 27. September 1912 in Genf) war ein französischer gallikanischer Bischof und Geistheiler.
Der Sohn eines Bauarbeiters wirkte nach seiner Priesterweihe 1867 an verschiedenen Orten, ab 1878 in Paris, als katholischer Geistlicher. 1885 brach er mit seinem Bischof, wirkte als Journalist sowie Buchautor und näherte sich dem Neo-Gallikanismus. Ab 1903 wohnte er in Vincennes und betrieb dort eine Kapelle. 1904 weihte ihn in der alt-katholischen Kirche von Tiengen (Baden) Bischof Paolo Miraglia Gullotti (1857–1918), von Joseph René Vilatte ordinierter Gründer der „Chiesa Cattolica Italiana Indipendente“, zum Bischof und Oberhaupt der „Église catholique libre de France“. Houssay seinerseits konsekrierte am 21. Juni 1911 Louis-Marie François Giraud, den späteren Patriarchen der „Église Gallicane“, zum Bischof.
Auch Friedrich Heiler und die Hochkirchliche St.-Johannes-Bruderschaft führen ihre apostolische Sukzession über Girauds Koadjutor Pierre Gaston Vigué (1872–1963) auf Houssay zurück.
Nach der Begegnung mit dem Geistheiler Jean Sempé (um 1888) und dem Alchimisten Jean Julien Champagne (Fulcanelli) entwickelte  Houssay eine lebhafte Tätigkeit als Exorzist und Geistheiler. Unter dem Namen Abbé Julio veröffentlichte er einschlägige Schriften, deren Nachdrucke noch heute Absatz finden.

## Werke
- Secrets merveilleux pour aider à la guérison de toutes les maladies physiques et morales par l’abbé Julio. Paris : Chamuel, 1899.
- Le Livre secret des grands exorcismes et bénédictions. Prières antiques, formules occultes, recettes spéciales avec explication et application des signes et pentacles contenus dans les Grands secrets merveilleux, les prières liturgiques, le livre des exorcismes, et les Petits secrets merveilleux. Recueil rare et précieux ne devant être confié qu’aux personnes vertueuses par l’abbé Julio. Vincennes : chez l’auteur, 1908.